# Seznam angleških izumiteljev
Seznam angleških izumiteljev.

## A
- William George Armstrong (1810–1900)

## C
- Christopher Cockerell
- William Congreve

## D
- Abraham Darby
- Warren de la Rue (1815–1889)

## H
- James Hargreaves
- John Harrison (1693–1776)
- Rowland Hill

## N
- Thomas Newcomen (1664–1729)
- Isaac Newton (1643–1727)

## P
- Charles Algernon Parsons (1854–1931)
- Robert William Paul

## S
- Thomas Savery (1650–1715)
- James Starley
- George Stephenson (1781–1848)

## T
- Henry Fox Talbot
- Richard Trevithick (1771–1833)

## W
- Charles Wheatstone (1802–1875)
- Frank Whittle (1907–1996)